# Circuit des Champs de Bataille

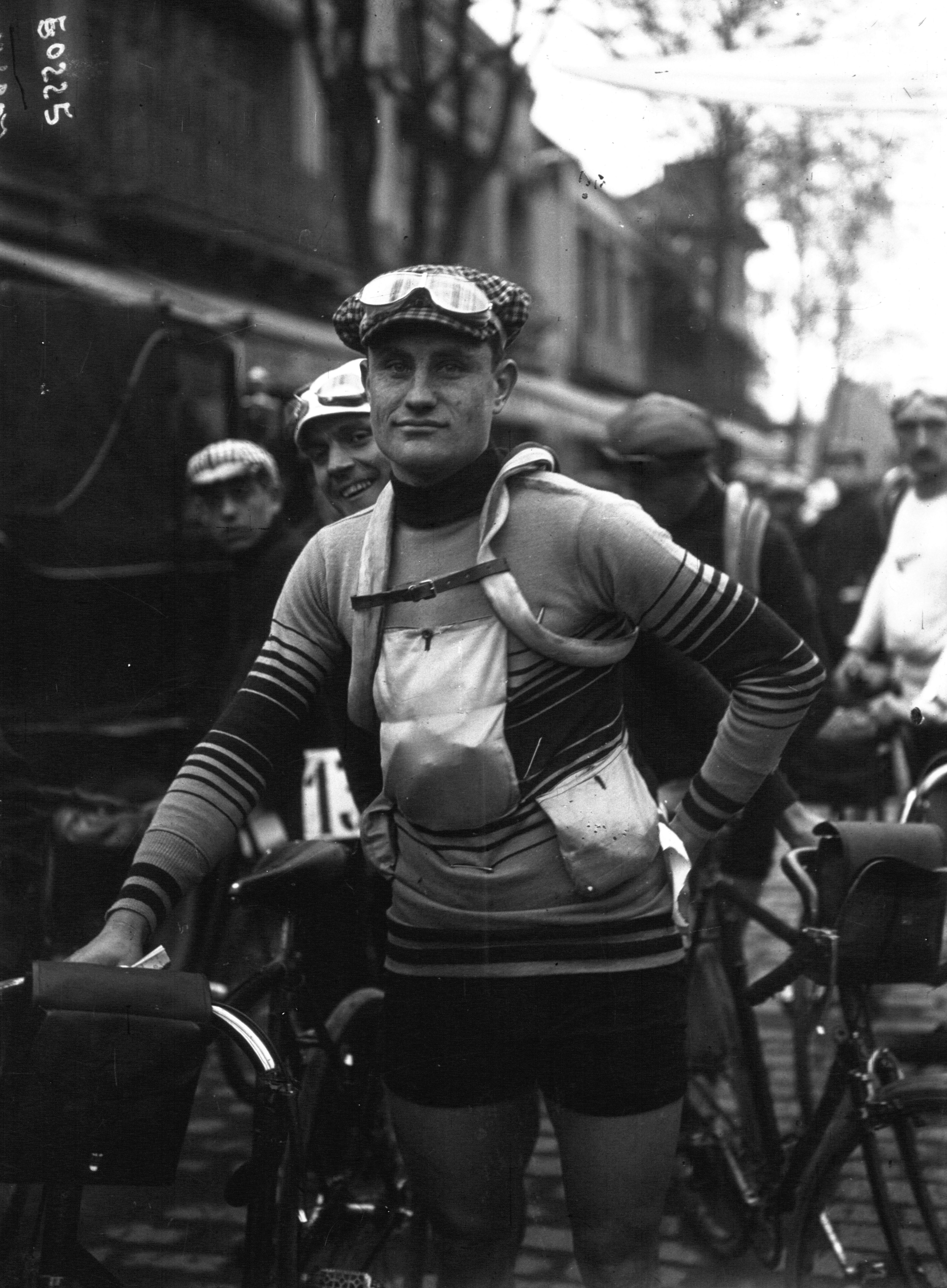
Der Sieger Charles Deruyter (hier 1914)

Der Circuit des Champs de Bataille (Rundfahrt der Schlachtfelder) war ein einmalig ausgetragenes Etappenrennen, das vom 28. April bis 11. Mai 1919 in Nordfrankreich, Belgien und Luxemburg stattfand.
Das Rennen wurde von der Zeitung Le Petit Journal organisiert mit dem Ziel, nach dem Ersten Weltkrieg den Radsport wiederzubeleben, die Kriegstoten zu ehren und um Werbung zu machen. Es wurde am 15. Januar 1919 ausgeschrieben, knapp zwei Monate nach dem Waffenstillstand am 11. November 1918: Städte und Dörfer lagen noch in Trümmern, und die Spanische Grippe breitete sich rasant aus.
Le Petit Journal setzte Preisgelder in Höhe von 8500 Francs aus – so viel wie vier Jahreseinkommen eines Arbeiters –, um das Rennen für bekannte Fahrer attraktiv zu machen. Das Rennen bestand aus sieben Etappen, von denen die erste in Straßburg startete und die letzte ebenda endete – als Hinweis darauf, dass die elsässische Stadt nun wieder zu Frankreich gehörte. Das Rennen führte unter anderem durch Luxemburg, Brüssel, Amiens, Paris, Bar-le-Duc und Belfort. Das gesamte Rennen ging über fast 2000 Kilometer, die einzelnen Etappen waren rund 300 Kilometer lang, mit jeweils einem Ruhetag zwischen den Etappen.
Zunächst meldeten sich 140 Fahrer zur Teilnahme, von denen viele jedoch nicht starteten, weil sie nicht trainiert genug waren oder ihnen die passende Ausrüstung fehlte. Letztlich gingen 87 Fahrer an den Start, darunter solch prominente Sportler wie Oscar Egg, Jean Alavoine, Ali Neffati aus Tunesien (der während des Rennens einen Fes trug) und Paul Duboc wie auch künftige Stars, darunter Jules Vanhevel, Lucien Buysse und Albert Dejonghe. Sieger des Rennens war der Belgier Charles Deruyter mit einem Vorsprung von zwei Stunden und 25 Minuten. Es wurde berichtet, dass er wegen der Kälte die zweite Etappe in einem langen Damen-Pelzmantel beendete, den ihm ein Zuschauer gegeben hatte, und dass er nach der dritten Etappe so durchgefroren war, dass er seinen Namen nicht in die Kontrollliste schreiben konnte.
Nach Erkenntnissen des Historikers Christopher Thompson kamen von den 87 gestarteten Fahrern lediglich 13 ins Ziel, weshalb er vom „härtesten Rennen in der Radsportgeschichte“ spricht. Durch den Krieg waren viele Städte und Dörfer, durch die das Rennen führte, zerstört. Le Petit Journal berichtete zudem von „furchtbarem Wetter, kaputten Straßen, kaltem Wind und eiskalten Bedingungen“. Die Fahrer wurden nur über ungefähre Streckenverläufe unterrichtet, so dass sie in den Trümmerlandschaften nach Wegweisern zur nächsten Stadt suchen mussten. Zudem litten die Fahrer unter einer schlechten Versorgung mit Proviant, und die Reifen waren von minderwertiger Qualität. Einige Lokalzeitungen hatten vor den schlechten Straßen gewarnt. Die Organisatoren des Rennens argumentierten dagegen, dass diese Bedingungen dem Rennen mehr Prestige verleihen würden und wiesen auf die Militärradfahrer im Krieg hin, die diese Straßen unter Gewehrbeschuss hätten meistern müssen.
Zeitungen wie Le Petit Journal and L’Auto feierten die Teilnehmer des Rennens als „heroische Überlebende“, die die nationale Wiedergeburt symbolisierten: Während des Krieges waren rund 67 Radsportler gefallen. Die Organisatoren priesen das Rennen als „Sieg … für die französische Rasse“. Vélo-Sport rühmten die belgischen Teilnehmer, von denen drei die ersten Plätze belegt hatten, als „Giganten des Mutes und des Willens“, die der Öffentlichkeit „Lektionen in Lebenskraft“ erteilt hätten.
Im Jahr darauf wurde ein Eintagesrennen mit demselben Namen organisiert. Es siegte der Franzose Henri Pélissier.